# Sistema informático

Estructura de un sistema informático

Un sistema informático (SI) es un sistema que permite almacenar y procesar información. Es el conjunto de partes interrelacionadas: hardware, software y personal informático. El hardware incluye computadoras o cualquier tipo de dispositivo electrónico, que consisten en procesadores, memoria, sistemas de almacenamiento externo, etc. El software incluye al sistema operativo, firmware y aplicaciones, siendo especialmente importante los sistemas de gestión de bases de datos. Por último, el componente humano incluye al personal técnico que apoya y mantienen el sistema (analistas, programadores, operarios, etc.) y a los usuarios que lo utilizan.

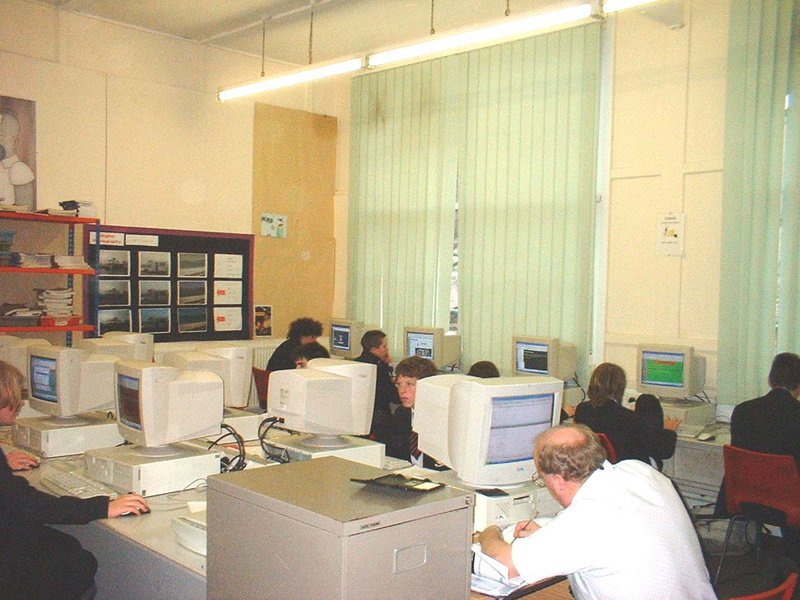
Sistema informático

## Desarrollo
Empezó como una máquina de cálculo aritmético conocida como la máquina analítica. Sin embargo, podemos situar el origen de las computadoras en un sentido estricto en el año 1936, cuando Konrad Zuse inventó la Z1, la primera computadora programable. Aquí comienza la llamada primera generación, que abarca hasta el año 1946, teniendo propósitos básicamente militares. Fue en esta década donde se implementarían nuevos protocolos en la computación, una de ellas dio pie a los primeros pasos del Internet de aquel entonces (ARPANET).

## Estructura
Los sistemas informáticos suelen estructurarse en subsistemas:
- Subsistema físico: asociado al hardware. Incluye entre otros elementos: CPU, memoria principal, placa base, periféricos de entrada y salida, etc.
- Subsistema lógico: asociado al software y la arquitectura; incluye, sistema operativo, firmware, aplicaciones y bases de datos.

## Clasificación
Los sistemas informáticos pueden clasificarse con base a numerosos criterios. Las clasificaciones no son estancas y es común encontrar sistemas híbridos que no encajen en una única categoría.
Por su uso
Es el año 1983 el que normalmente se marca como el año en que «nació Internet». Fue entonces cuando el Departamento de Defensa de los Estados Unidos decidió usar el protocolo TCP/IP en su red Arpanet creando así la red Arpa Internet. Con el paso de los años se quedó con el nombre de únicamente «Internet».
La ENIAC se ha considerado, históricamente, como la primera computadora de propósito general, aunque el título le pertenece en realidad a la computadora alemana Z1.
- Sistemas de uso específico. En sistemas complejos es frecuente tener subsistemas que se encargan de tareas específicas como por ejemplo el sistema de detección de intrusos o el sistema de monitorización.
- Sistemas de uso general.

Por el paralelismo de los procesadores
- MIMD, Multiple Instruction Multiple Data.
- SIMD, Single Instruction Multiple Data.
- SISD, Single Instruction Single Data.

Por el tipo de computadora utilizado en el sistema
- Estaciones de trabajo (workstations).
- Macrocomputadoras (servidores de gran capacidad).
- Minicomputadoras (por ejemplo, computadoras personales).
- Microcomputadoras (servidores pequeños).
- Supercomputadoras.
- Terminales ligeros (thin clients).

Por la arquitectura
- Arquitectura cliente-servidor.
- Arquitectura de 3 capas.
- Arquitectura de 4 capas.
- Arquitectura de n capas.
- Monitor de teleproceso o servidor de transacciones.
- Servidor de aplicaciones.
- Sistema aislado.